# Championnat d'Équateur de football 1995
Navigation
Saison précédente Saison suivante
La saison 1995 du Championnat d'Équateur de football est la trente-septième édition du championnat de première division en Équateur.
Douze équipes prennent part à la Série A, la première division. Le championnat se déroule en trois phases. La première voit les équipes regroupées au sein d'une poule unique où elles s'affrontent deux fois, à domicile et à l'extérieur; les quatre premiers disputent la Liguilla pre-Libertadores qui offre une place pour cette compétition au premier et également une place pour la finale nationale. La seconde phase est disputée en deux poules de six équipes, avec les trois premiers de chaque groupe qui disputent l' Hexagonal Final, dont le vainqueur se qualifie à la fois pour la Copa Libertadores et la finale nationale. Les six équipes non concernées par l' Hexagonal Final disputent la poule de relégation, dont les deux derniers descendent en Série B.
C'est le Barcelona Sporting Club qui remporte la compétition après avoir battu le Club Deportivo Espoli lors de la finale nationale. C'est le 12e titre de champion d'Équateur de l'histoire du club.

## Les clubs participants
| - Sociedad Deportiva Aucas - Club Deportivo Green Cross - Barcelona Sporting Club - Deportivo Quito - Club Sport Emelec - Club Deportivo El Nacional | - LDU Portoviejo - Club Deportivo Delfín - LDU Quito - Club 9 de Octubre - Promu de Série B - Centro Deportivo Olmedo - Promu de Série B - Club Deportivo Espoli |

## Compétition

### Première phase

#### Classement
| Rang | Équipe                     | Pts | J  | G  | N | P  | Bp | Bc | Diff |
| ---- | -------------------------- | --- | -- | -- | - | -- | -- | -- | ---- |
| 1    | Club Deportivo Espoli      | 48  | 22 | 15 | 3 | 4  | 37 | 21 | +16  |
| 2    | LDU Quito                  | 47  | 22 | 14 | 5 | 3  | 45 | 16 | +29  |
| 3    | Barcelona Sporting Club    | 43  | 22 | 12 | 7 | 3  | 45 | 15 | +30  |
| 4    | Club Deportivo Green Cross | 42  | 22 | 13 | 3 | 6  | 32 | 23 | +9   |
| 5    | Club Sport Emelec T        | 40  | 22 | 11 | 7 | 4  | 38 | 24 | +14  |
| 6    | Sociedad Deportiva Aucas   | 32  | 22 | 8  | 8 | 6  | 29 | 24 | +5   |
| 7    | Deportivo Quito            | 25  | 22 | 7  | 4 | 11 | 26 | 30 | -4   |
| 8    | LDU Portoviejo             | 25  | 22 | 7  | 4 | 11 | 27 | 34 | -7   |
| 9    | Club Deportivo El Nacional | 23  | 22 | 5  | 8 | 9  | 30 | 26 | +4   |
| 10   | Centro Deportivo Olmedo P  | 18  | 22 | 4  | 6 | 12 | 22 | 43 | -21  |
| 11   | Club Deportivo Delfín      | 16  | 22 | 5  | 1 | 16 | 26 | 67 | -41  |
| 12   | Club 9 de Octubre P        | 8   | 22 | 2  | 2 | 18 | 17 | 51 | -34  |

|  | Qualification pour la Liguilla pré-Libertadores |
|  | T : Tenant du titre P : Promu de Série B        |

#### Liguilla pré-Libertadores
| Rang | Équipe                     | Pts | J | G | N | P | Bp | Bc | Diff |
| ---- | -------------------------- | --- | - | - | - | - | -- | -- | ---- |
| 1    | Barcelona Sporting Club    | 16  | 6 | 5 | 1 | 0 | 16 | 2  | +14  |
| 2    | Club Deportivo Espoli      | 7   | 6 | 2 | 1 | 3 | 6  | 9  | -3   |
| 3    | Club Deportivo Green Cross | 7   | 6 | 2 | 1 | 3 | 4  | 13 | -9   |
| 4    | LDU Quito                  | 4   | 6 | 1 | 1 | 4 | 7  | 9  | -2   |

|  | Qualification pour la Copa Libertadores 1996 et la finale nationale |

### Deuxième phase

#### Groupe 1
| Rang | Équipe                     | Pts | J  | G | N | P | Bp | Bc | Diff |
| ---- | -------------------------- | --- | -- | - | - | - | -- | -- | ---- |
| 1    | Barcelona Sporting Club    | 18  | 10 | 5 | 3 | 2 | 18 | 7  | +11  |
| 2    | LDU Quito                  | 18  | 10 | 5 | 3 | 2 | 20 | 13 | +7   |
| 3    | Club Deportivo El Nacional | 18  | 10 | 5 | 3 | 2 | 10 | 8  | +2   |
| 4    | Club Deportivo Green Cross | 15  | 10 | 3 | 6 | 1 | 11 | 9  | +2   |
| 5    | Deportivo Quito            | 8   | 10 | 2 | 2 | 6 | 6  | 11 | -5   |
| 6    | Club Deportivo Delfín      | 4   | 10 | 1 | 1 | 8 | 3  | 20 | -17  |

|  | Qualification pour l'Hexagonal Final   |
|  | Participation à la poule de relégation |

#### Groupe 2
| Rang | Équipe                    | Pts | J  | G | N | P | Bp | Bc | Diff |
| ---- | ------------------------- | --- | -- | - | - | - | -- | -- | ---- |
| 1    | Sociedad Deportiva Aucas  | 17  | 10 | 4 | 5 | 1 | 22 | 5  | +17  |
| 2    | Club Deportivo Espoli     | 17  | 10 | 4 | 5 | 1 | 9  | 5  | +4   |
| 3    | Club Sport Emelec T       | 16  | 10 | 4 | 4 | 2 | 17 | 3  | +14  |
| 4    | Centro Deportivo Olmedo P | 14  | 10 | 3 | 5 | 2 | 9  | 9  | 0    |
| 5    | LDU Portoviejo            | 12  | 10 | 3 | 3 | 4 | 16 | 16 | 0    |
| 6    | Club 9 de Octubre P       | 2   | 10 | 0 | 2 | 8 | 3  | 38 | -35  |

|  | Qualification pour l'Hexagonal Final     |
|  | Participation à la poule de relégation   |
|  | T : Tenant du titre P : Promu de Série B |

### Troisième phase

#### Hexagonal Final
| Rang | Équipe                     | Pts | J  | G | N | P | Bp | Bc | Diff |
| ---- | -------------------------- | --- | -- | - | - | - | -- | -- | ---- |
| 1    | Club Deportivo Espoli      | 21  | 10 | 6 | 3 | 1 | 12 | 6  | +6   |
| 2    | Barcelona Sporting Club    | 18  | 10 | 5 | 3 | 2 | 16 | 8  | +8   |
| 3    | Club Deportivo El Nacional | 15  | 10 | 4 | 3 | 3 | 12 | 12 | 0    |
| 4    | Club Sport Emelec T        | 14  | 10 | 4 | 2 | 4 | 15 | 15 | 0    |
| 5    | LDU Quito                  | 11  | 10 | 3 | 2 | 5 | 9  | 12 | -3   |
| 6    | Sociedad Deportiva Aucas   | 4   | 10 | 1 | 1 | 8 | 6  | 17 | -11  |

|  | Qualification pour la Copa Libertadores 1996 et la finale nationale |
|  | Qualification pour la Copa CONMEBOL 1996                            |
|  | T : Tenant du titre                                                 |

#### Poule de relégation
Le dernier de chaque poule de deuxième phase reçoit un malus de trois points.
| Rang | Équipe                     | Pts | J  | G | N | P | Bp | Bc | Diff |
| ---- | -------------------------- | --- | -- | - | - | - | -- | -- | ---- |
| 1    | Centro Deportivo Olmedo P  | 19  | 10 | 6 | 1 | 3 | 18 | 6  | +12  |
| 2    | Club Deportivo Green Cross | 19  | 10 | 5 | 4 | 1 | 18 | 13 | +5   |
| 3    | Deportivo Quito            | 18  | 10 | 5 | 3 | 2 | 23 | 8  | +15  |
| 4    | LDU Portoviejo             | 9   | 9  | 2 | 3 | 4 | 15 | 9  | +6   |
| 5    | Club 9 de Octubre '-3 P'   | 5   | 10 | 2 | 2 | 6 | 11 | 27 | -16  |
| 6    | Club Deportivo Delfín -3   | 4   | 9  | 2 | 1 | 6 | 9  | 21 | -12  |

|  | Relégation directe en Série B |
|  | P : Promu de Série B          |

### Finale nationale
| Équipe 1                | Résultat | Équipe 2              | Aller | Retour |
| ----------------------- | -------- | --------------------- | ----- | ------ |
| Barcelona Sporting Club | 3 - 0    | Club Deportivo Espoli | 2 - 0 | 1 - 0  |

## Bilan de la saison
| Championnat d'Équateur de football 1995 |                                     |
| Champion                                | Barcelona Sporting Club (12e titre) |
| Qualifications continentales            |                                     |
| Copa Libertadores 1996                  | Barcelona Sporting Club             |
| Copa Libertadores 1996                  | Club Deportivo Espoli               |
| Copa CONMEBOL 1996                      | Club Sport Emelec                   |
| Promotions et relégations               |                                     |
| Promus en Série A                       | CDT Universitario                   |
| Promus en Série A                       | Deportivo Cuenca                    |
| Relégués en Série B                     | Club 9 de Octubre                   |
| Relégués en Série B                     | Delfín Sporting Club                |